# دروزتینتون
دروزتینتون (به انگلیسی: Drewsteignton) یک روستا و محله مدنی در بریتانیا است که در West Devon واقع شده‌است. دروزتینتون ۸۱۸ نفر جمعیت دارد.